# Kongo-Kinshasas administrativa indelning

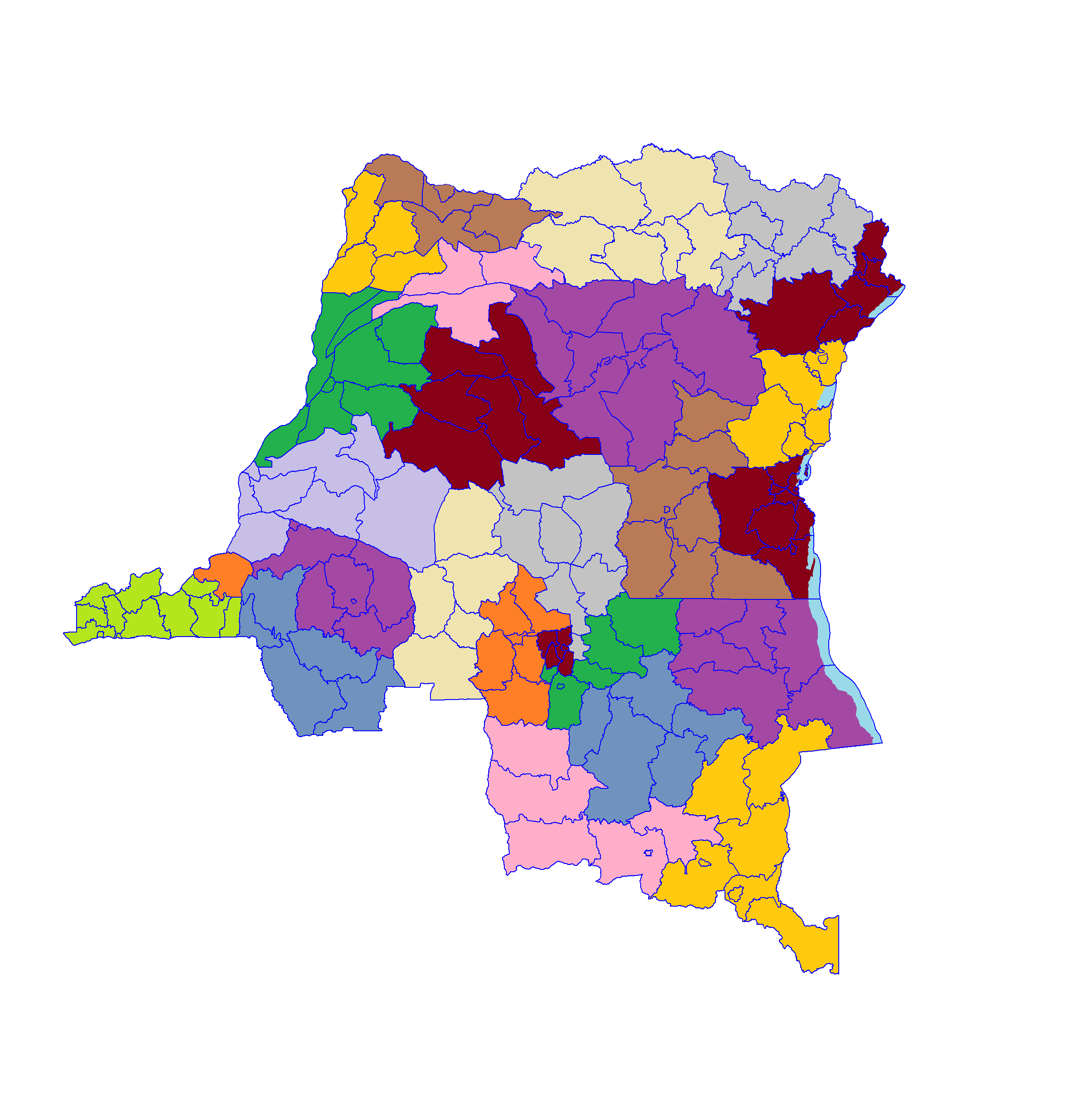
Provinser, städer och territorier i Kongo-Kinshasa.

Kongo-Kinshasas administrativa indelning består sedan 2015 av högst fem nivåer under staten. Den första nivån är provinser (franska: provinces), till vilka även staden Kinshasa räknas som en stadsprovins (franska: ville-province). Provinserna utom Kinshasa är indelade i städer (franska: villes) och territorier (franska: territoires). Städerna är provinsernas huvudorter och vissa andra ekonomiskt eller befolkningsmässigt betydande orter. De (inklusive Kinshasa) är indelade i stadsdelar (franska: communes urbaines). Territorierna är indelade i småstäder (franska: communes rurales, tidigare cités), sektorer (franska: secteurs) och hövdingadömen (franska: chefferies). Sektorerna och hövdingadömena är indelade i grupperingar (franska: groupements) som i sin tur är indelade i byar (franska: villages). Stadsdelarna och småstäderna är indelade i grannskap (franska: quartiers).
| Nivå | Kinshasa     | Städer     | Småstäder   | Landsbygd               |
| ---- | ------------ | ---------- | ----------- | ----------------------- |
| 1    | Stadsprovins | Provinser  | Provinser   | Provinser               |
| 2    | Stadsdelar   | Städer     | Territorier | Territorier             |
| 3    | Grannskap    | Stadsdelar | Småstäder   | Sektorer, hövdingadömen |
| 4    |              | Grannskap  | Grannskap   | Grupperingar            |
| 5    |              |            |             | Byar                    |